# Tobias Lund Andresen
Tobias Lund Andresen (* 20. August 2002 in Taastrup) ist ein dänischer Radrennfahrer.

## Sportlicher Werdegang
Als Junior machte Andresen durch Erfolge auf Straße und Bahn auf sich aufmerksam, unter anderem auf der Straße durch zwei Etappensiege beim renommierten Grand Prix Rüebliland. Beim Visegrad 4 Juniors entschied er die Gesamtwertung für sich, indem er alle vier Etappen der Rundfahrt gewann. Auf der Bahn wurde er 2019 Dänischer Meister in der Mannschaftsverfolgung und 2020 Junioren-Europameister im Madison.
Zur Saison 2021 wurde Andresen Mitglied im Development Team DSM. Gleich im ersten Jahr erzielte er seinen ersten Erfolg auf der UCI Europe Tour, als er die letzte Etappe der Tour de Bretagne Cycliste gewann. Nach zwei Jahren im Development Team wurde Andresen zur Saison 2023 in das UCI WorldTeam von DSM übernommen. Im Jahr 2023 wurde er Zweiter der Ronde van Drenthe und Brussels Cycling Classic, ehe er im Jahr 2024 drei Massensprints der Türkei-Rundfahrt für sich entschied und sich so die Punktewertung des Etappenrennens sicherte. Im Anschluss bestritt er mit dem Giro d’Italia 2024 seine erste Grand Tour, bei der er einen fünften Etappenrang erreichte. Bei der Dänemark-Rundfahrt sicherte er sich mit drei Etappenerfolgen erneut die Punktewertung, bei der Kroatien-Rundfahrt verpasste er nach einem weiteren Etappenerfolg als Zweiter nur um wenige Sekunden den Gewinn der Gesamtwertung.
Im Jahr 2025 gab er sein Saison-Debüt in Australien und gewann die Surf Coast Classic im Massensprint.

## Familie
Sein älterer Bruder Andreas Lund Andresen war ebenso Radrennfahrer und fuhr bis 2021 für verschiedene dänische Vereine vorrangig auf nationaler Ebene.

## Erfolge

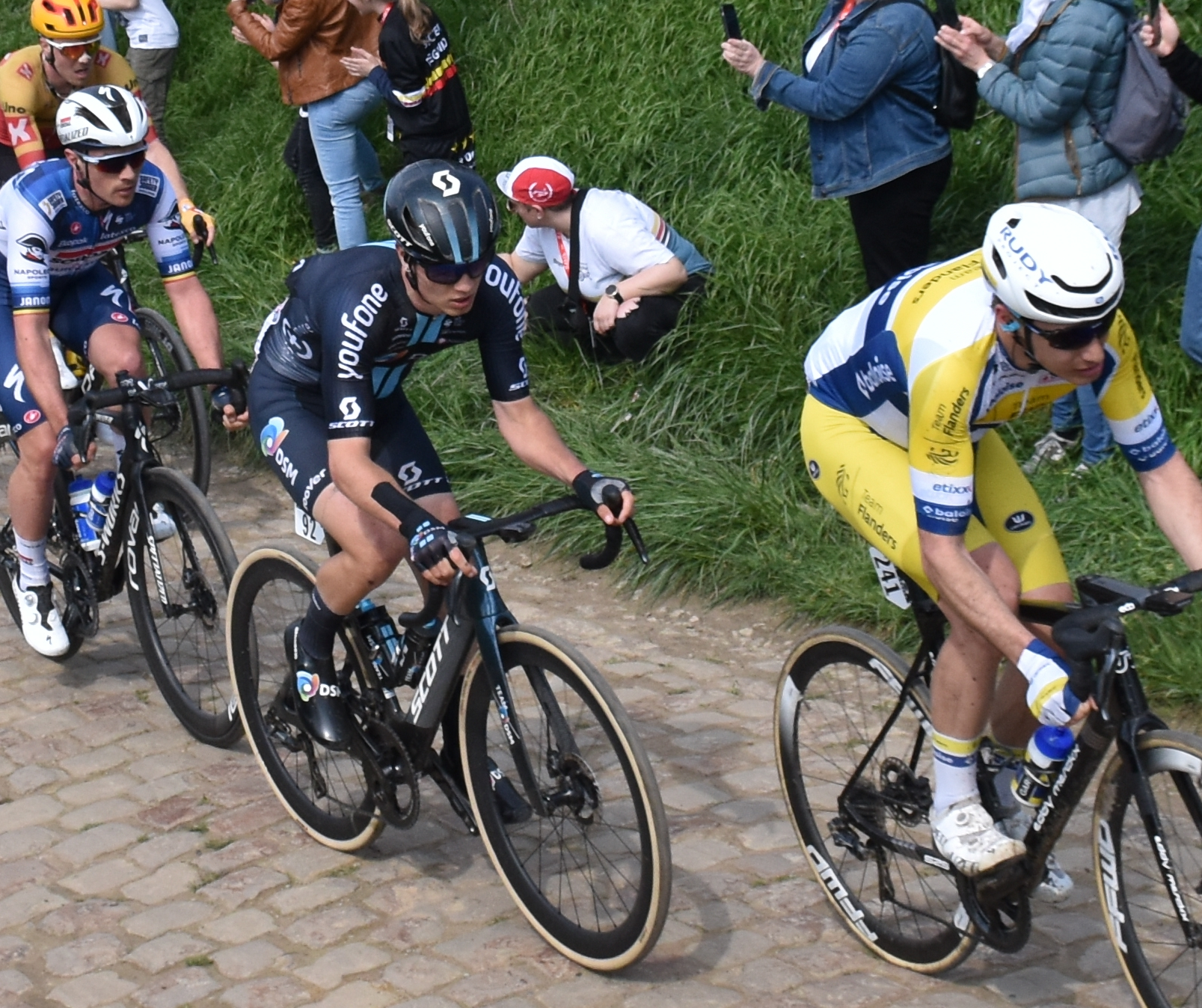
Lund Tobias Andresen (Paris–Roubaix 2023)

### Straße
2019
- E3 BinckBank Classic - Junioren

2020
- Gesamtwertung und vier Etappen Visegrad 4 Juniors
- zwei Etappen und Punktewertung Grand Prix Rüebliland

2021
- eine Etappe Tour de Bretagne Cycliste

2024
- drei Etappen und Punktewertung Türkei-Rundfahrt
- zwei Etappen, Mannschaftszeitfahren und Punktewertung Dänemark-Rundfahrt
- eine Etappe, Punkte- und Nachwuchswertung Kroatien-Rundfahrt

2025
- Surf Coast Classic
- Punktewertung Vier Tage von Dünkirchen

### Bahn
2019
- Dänischer Meister – 4000 m Mannschaftsverfolgung (mit Frederik Wandahl, William Blume Levy und Victor Fuhrmann Desimpelaere)

2020
- Junioren-Europameister – Madison (mit Kasper Andresen)

## Grand Tour-Platzierungen
| Grand Tour            | 2024 | 2025 |
| --------------------- | ---- | ---- |
| Giro d’ItaliaGiro     | 142  | –    |
| Tour de FranceTour    | –    | 96   |
| Vuelta a EspañaVuelta | –    | …    |